# كيلين ديفيس
كيلين ديفيس (بالإنجليزية: Kellen Davis)‏ هو لاعب كرة قدم أمريكية أمريكي، ولد في 11 أكتوبر 1985 في أدريان في الولايات المتحدة.

## وصلات خارجية
- كيلين ديفيس على موقع مرجع كرة القدم المحترفة.كوم (الإنجليزية)
- كيلين ديفيس على موقع كلية كرة القدم في سبورتس رفرنس.كوم (الإنجليزية)